# Museo de la Casa del Pou de Llosa de Ranes
El Museo de la Casa del Pou de Llosa de Ranes es un museo etnológico localizado en la calle Camí Reial, 96, de esa población valenciana, perteneciente a la comarca de  la Costera.
Se trata de museo cuyo objetivo es divulgar el patrimonio cultural incidiendo en la historia reciente y la evolución cultural tradicional de su población a través de fotografías, testimonios y objetos diversos de uso cotidiano. Se convierte así en una muestra de lo que realmente es el pueblo y sus habitantes, todo ello a través un recorrido que muestra los hitos socioculturales y su territorio (fuentes, monumentos, la industria del queso o la pasa, la danza del velatorio que se bailó en los municipios de la Costera hasta finales del siglo XX, etc)
El museo forma parte de la Etnoxarxa, es decir de la Red de Museo Etnológicos Locales de la Diputación de Valencia.
Se ubica en una casa burguesa de Casa del Pou, que alojaba antiguamente el Ayuntamiento, y que fue remodelada para convertirla en museo en 1979. La casa fue edificada a finales del siglo XIX, y originariamente era propiedad de Joséf Cucarella, canónigo en Tortosa, quién decidió construirse una casa en su pueblo natal, donde posteriormente se retiraría. El edificio contaba en la parte posterior hasta los años setenta del siglo XX, con un gran huerto cerrado, espacio que hoy ocupa el campo de fútbol, con una balsa de riego que recogía el agua del pozo que, hasta no hace tantos años, abastecía al pueblo.

## Historia y descripción
El museo se inauguró en marzo del 2015, y su origen fue fruto de un trabajo coordinado entre el Ayuntamiento de Llosa de Ranes y el Museo Valenciano de Etnología, perteneciente a la Diputación Valenciana.
En abril de 2018, la Consejería de Educación, Investigación, Cultura y Deporte reconoció el Museo de la Casa del Pou de la Llosa de Ranes com a colección museográfica permanente por la importante labor de divulgación del patrimonio cultural del municipio que el museo realiza.
El museo se organiza en diversas áreas de contenido: la primera muestra la singularidad de la Llosa de Ranes, y en ella se destaca la gran actividad de su cooperativa dentro de la comarca; la 'danza del velatorio', que se bailó en los municipios de la Costera hasta finales del siglo XX; y el barrio de París, zona de la localidad que indica la importancia que tuvo en el municipio la emigración que muchos vecinos tuvieron que emprender hacia la capital francesa para mejorar su condición económica.
Aquellos objetos de la colección que hacen referencia al ámbito doméstico, como mobiliario, indumentaria, ajuares o utensilios de cocina, están expuestos dentro de la recreación de una habitación de una casa del pueblo, que se sitúa en la planta baja.
También cuenta con una colección de pintura compuesta por 38 cuadros con temática religiosa y bodegones. Algunas son láminas que decoraban las paredes de las casas y otras son de artistas locales o de la comarca.
Otro ámbito de la colección hace referencia a cerámica prehistórica, como es el caso de una docena de cuencos hechos a mano, datados en el Bronce Antiguo (1800-1400 aC), procedentes del yacimiento del Mas de Menente (Alcoy), así como un jarrón otoñal y un vaso de la época ibérica (III-II aC).
También hay materiales de la Sociedad Musical de Losa de Ranes, que fue fundada en 1921, entre ellos destacan los instrumentos (flautas, tubas, trombones, saxofones, trompetas, etc.), uniformes de la banda y hasta setenta partituras musicales de todos los tiempos.
El museo también cuenta con una sala destina a exposiciones temporales (como la que se realizó sobre el bandolerismo valenciano en el año 2023), a la que se accede a través de un espacio que concentra lo que puede definirse como "museo participado", en el que se recoge una muestra de fotografías y objetos donados por los habitantes de la Losa.
La segunda planta encontramos lo que podemos definir como 'museo fuera del museo', es decir, un espacio que trata de mostrar los lugares más interesantes del municipio, invitando al visitante a acudir a cada uno de ellos. Destacaríamos entre ellos: la ermita de Santa Ana (de la que se exhibe un capitel medieval y una rosa de los vientos), las fuentes, los Baños...  Esta planta termina con un panel dedicado a los oficios más característicos de la localidad: la industria del queso, los muebles, la pasa, el yeso, productos de esparto, fabricación de azulejos y los derivados de trabajar la piedra, una de las principales ocupaciones de los habitantes de La Llosa entre los siglos XVIII y principios del XX.